# Xiphinema
Xiphinema är ett släkte av rundmaskar. Enligt Catalogue of Life ingår Xiphinema i familjen Longidoridae, men enligt Dyntaxa är tillhörigheten istället familjen Xiphinematidae.
Kladogram enligt Catalogue of Life och Dyntaxa:
| Xiphinema | \| \| Xiphinema americanum \| \| \| \| \| \| Xiphinema diversicauadatum \| \| \| \| \| \| Xiphinema diversicaudatum \| \| \| \| \| \| Xiphinema krugi \| \| \| \| \| \| Xiphinema radicicola \| \| \| \| \| \| Xiphinema waimungui \| \| \| \| |
|           | \| \| Xiphinema americanum \| \| \| \| \| \| Xiphinema diversicauadatum \| \| \| \| \| \| Xiphinema diversicaudatum \| \| \| \| \| \| Xiphinema krugi \| \| \| \| \| \| Xiphinema radicicola \| \| \| \| \| \| Xiphinema waimungui \| \| \| \| |
|           | Longdorus |
|           | |
|           | Longidorus |
|           | |
|           | Xiphinema americanum |
|           | |
|           | Xiphinema diversicauadatum |
|           | |
|           | Xiphinema diversicaudatum |
|           | |
|           | Xiphinema krugi |
|           | |
|           | Xiphinema radicicola |
|           | |
|           | Xiphinema waimungui |
|           | |

|  | Xiphinema americanum       |
|  |                            |
|  | Xiphinema diversicauadatum |
|  |                            |
|  | Xiphinema diversicaudatum  |
|  |                            |
|  | Xiphinema krugi            |
|  |                            |
|  | Xiphinema radicicola       |
|  |                            |
|  | Xiphinema waimungui        |
|  |                            |